# Lista de telenovelas da Televen

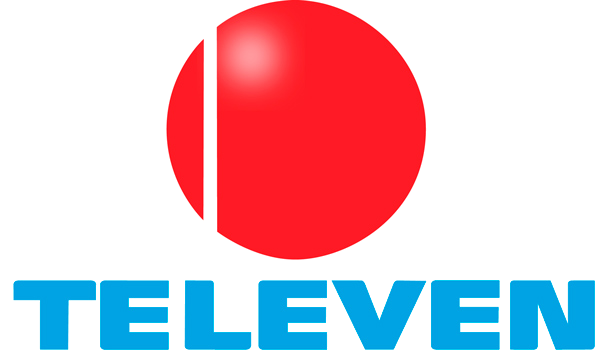
Logotipo da Televen.

Nos anos 2000 houve várias tentativas de produzir telenovelas pela Televen, mas naquela época a emissora transmitia principalmente telenovelas da RCTV e da Telemundo, entre outras. No final das transmissões da RCTV, o canal irmão da Televen, a última telenovela produzida pela RCTV Que el cielo me explique, foi transmitida pela Televen.
A primeira telenovela produzida pela Televen em alta definição foi o Nacer contigo, em 2012. Nesse mesmo ano, a Televen formou uma aliança com os Cadenatres mexicanos. Juntos, eles produziram Dulce amargo e Nora. Quando a parceria entre a Telemundo Estudios Miami e a RTI Producciones foi concluída em 2012, a RTI Producciones associou-se à Televisa. Como parte do contrato, a Televisa exigiu que a RTI Producciones produzisse na Colômbia e na Venezuela para eles. As telenovelas gravadas na Colômbia seriam transmitidas no canal irmão da Univision UniMás (ex Telefutura) e as gravadas na Venezuela na Televen. Em 2013, a RTI Producciones iniciou a produção de telenovelas na Venezuela nos antigos estúdios da RCTV e produziu Las Bandidas e La virgen de la calle. Além disso, quase todas as telenovelas da Telemundo ainda fazem parte da programação da Televen. Com Piel salvaje ressurgiu completamente RCTV Productions, que agora produz para Televen.

## Século XX

### Década de 1990
| #  | Ano  | Telenovela             | Escritor          | Diretor      | Produtor         | Ref. |
| -- | ---- | ---------------------- | ----------------- | ------------ | ---------------- | ---- |
| 01 | 1994 | La hija del presidente | Manuel Muñoz Rico | José Alcalde | Vladimir Salazar |      |

## Século XXI

### Década de 2000
| #  | Ano  | Telenovela      | Escritor           | Diretor        | Produtor               | Ref. |
| -- | ---- | --------------- | ------------------ | -------------- | ---------------------- | ---- |
| 02 | 2001 | Los últimos     | Alberto Arvelo     | Alberto Arvelo | Maria Gracia Inglessis |      |
| 03 | 2005 | Guayoyo Express | Germán Pérez Nahím |                | Vladimir Salazar       |      |
| 04 | 2007 | El gato tuerto  | Germán Pérez Nahím |                | Henry Márquez          |      |

### Década de 2010

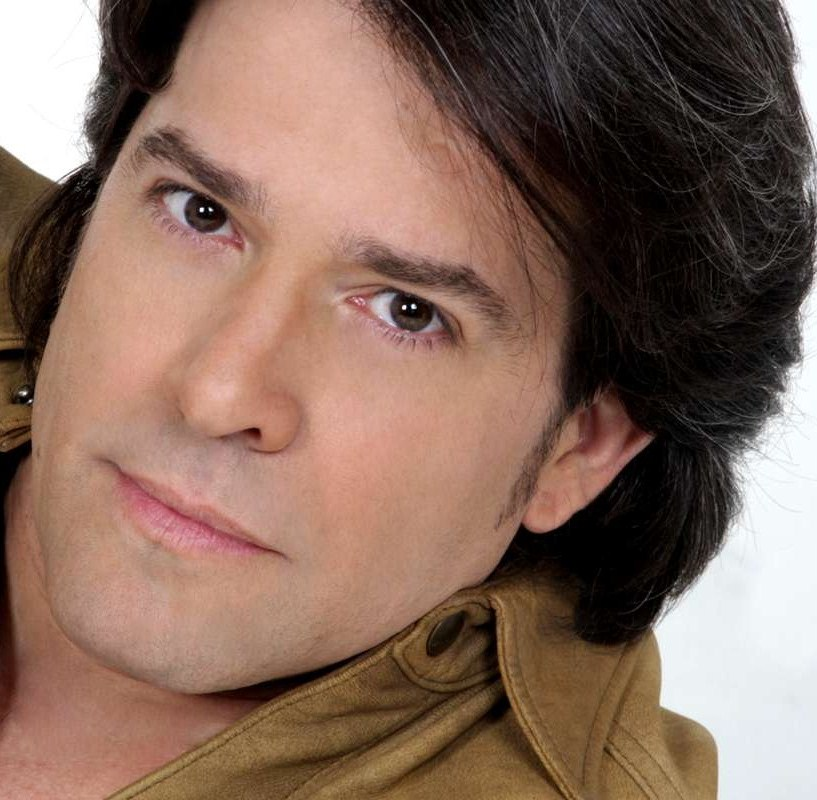
Miguel de León participou das telenovelas Las Bandidas e La virgen de la calle.

| #  | Ano  | Telenovela            | Escritor            | Diretor | Produtor                | Ref.  |
| -- | ---- | --------------------- | ------------------- | ------- | ----------------------- | ----- |
| 05 | 2012 | Nacer contigo         | José Simón Escalona |         | María Eugenia Marrero   |       |
| 06 | 2012 | Dulce amargo          | Iris Dubs           |         | Juan Pablo Zamora       |       |
| 07 | 2013 | Las bandidas          | Luis Colmenares     |         | Hugo León Ferrer        | [ 1 ] |
| 08 | 2013 | La virgen de la calle | Basilio Álvarez     |         | Hugo León Ferrer        | [ 2 ] |
| 09 | 2014 | Nora                  | Ibsen Martínez      |         | Igor Manrique           | [ 3 ] |
| 10 | 2015 | Piel salvaje          | Martín Hahn         |         | Mileyba Álvarez Barreto |       |